# Paolo Bonolis

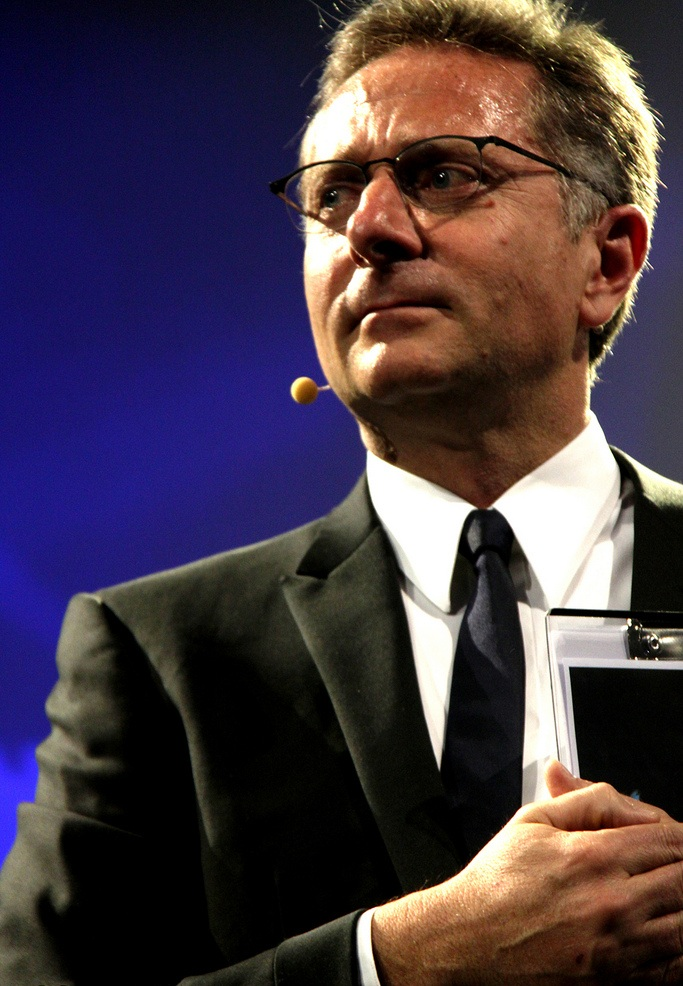
Paolo Bonolis 2010

Paolo Bonolis (* 14. Juni 1961 in Rom) ist ein italienischer Showmaster.

## Leben
Seine Karriere begann er im Alter von 20 Jahren beim Staatsfernsehen RAI, wo er ein Kinder- und Jugendprogramm moderierte. 1982 wechselte er zum Privatkonkurrenten Mediaset, wo er auf Italia 1 zusammen mit Licia Colò bis 1990 die erfolgreiche Jugendsendung Bim Bum Bam führte. Die Sendung wurde 1984, 1985 und 1986 mit dem Fernsehpreis Telegatto als beste Jugendsendung prämiert. Danach moderierte Paolo Bonolis auf Canale 5 mehrere Unterhaltungs- und Quizsendungen. In dieser Zeit lernte er auch Luca Laurenti kennen, mit dem er eine bis heute andauernde enge künstlerische Zusammenarbeit pflegt. Zusammen moderierte das Duo zahlreiche Sendungen auf Canale 5 und bilden seit Mitte der 1990er Jahre das Aushängeschild der legendär gewordenen Werbekampagnen des italienischen Kaffeeproduzenten Lavazza.
1994 kehrte Paolo Bonolis zur RAI zurück und führte dort bis 1996 mehrere in der Hauptsendezeit auf Rai Uno ausgestrahlte Unterhaltungssendungen. Danach wechselte er wieder zurück zu Mediaset, wo er zusammen mit Luca Laurenti weitere abendliche Unterhaltungs- und Quizsendungen führte. Ab 1998 moderierte er die Samstagabendshow Ciao Darwin und erreichte damit einen großen Publikumserfolg. Das Sendeformat wurde in der Folge international vermarktet und in verschiedenen Ländern ausgestrahlt. Parallel dazu moderierte er ab 1999 die von Endemol produzierte Sendung Chi ha incastrato Peter Pan?, die sich ebenfalls zu einem Publikumserfolg entwickelte. Daneben moderierte Paolo Bonolis zusammen mit Luca Laurenti von 2000 bis 2003 die direkt im Anschluss an die Hauptnachrichten von Canale 5 ausgestrahlte und viel beachtete Satiresendung Striscia la notizia.
2003 wechselte Paolo Bonolis wiederum zur RAI und übernahm dort für zwei Jahre das Sonntagnachmittagsprogramm Domenica In auf Rai Uno. Parallel dazu führte er täglich Affari Tuoi, die italienische Version von Deal or No Deal. Mit dieser erreichte er regelmäßig mehr als 10 Millionen Zuschauer und war damit auch der erste, dem es gelang, höhere Einschaltquoten als die zur gleichen Zeit auf Canale 5 ausgestrahlte Satiresendung Striscia la notizia zu erzielen. Mit über 15 Millionen Zuschauern erreichte Paolo Bonolis im Januar 2004 das Spitzenergebnis der Sendung. Einen weiteren Höhepunkt seiner beruflichen Laufbahn erlebte Paolo Bonolis im März 2005 als Moderator und künstlerischer Leiter der 55. Ausgabe des Sanremo-Festivals, an seiner Seite Antonella Clerici. Die Ausgabe erreichte die besten Einschaltquoten seit den von Fabio Fazio moderierten Ausgaben von 1999 und 2000.
2005 kehrte Paolo Bonolis ein weiteres Mal zu Mediaset zurück und realisierte mit Il senso della vita (der Sinn des Lebens) eine eigene Sendung, die er drei Jahre lang moderierte. Zudem übernahm er wieder die Unterhaltungssendungen Ciao Darwin und Chi ha incastrato Peter Pan?. Dazwischen, im Februar 2009, leitete Paolo Bonolis zum zweiten Mal das Sanremo-Festival.
Parallel zu seiner Fernsehkarriere ist Paolo Bonolis vereinzelt auch im schauspielerischen Bereich tätig. 1996 spielte er eine Nebenrolle in Federico Moccias Film Classe mista 3A, dem 2006 eine der Hauptrollen in Commediasexi von Alessandro D’Alatri folgte. Ferner spielte er 1999 für den Zeichentrickfilm Stuart Little die Synchronstimme des Katers Snowbell und war Synchronsprecher des 2007 erschienenen Dokumentarfilms Unsere Erde – Der Film.

## Auszeichnungen
Während seiner gesamten beruflichen Laufbahn wurde Paolo Bonolis mehrfach ausgezeichnet. Insgesamt wurde er von 1984 bis 2009 unter anderem 16 Mal mit dem Telegatto und zwölfmal mit dem Premio Regia Televisiva prämiert.
Am 2. Juni 2000 wurde Paolo Bonolis der Verdienstorden der Italienischen Republik verliehen.

## Privates
Paolo Bonolis ist verheiratet und Vater von fünf Kindern. Zwei stammen aus seiner ersten Ehe mit der US-amerikanischen Psychologin Diana Zoeller und drei aus seiner zweiten Ehe mit Sonia Bruganelli.